# Ајлесбури патка
Ајлесбури патка (енгл. Aylesbury duck) је раса домаће патке, узгајана углавном због меса и изгледа. Велика је патка са чисто белим перјем, ружичастим кљуном, наранџастим ногама и стопалима. Тачно порекло није познато, али узгој је постао популаран у Ејлсберију, Бакингемширу, у 18. веку због потражње за белим перјем као додатком за јоргане. Током 19. века селективни узгој по величини, облику и боји је довео до ајлесбури патке.
Узгој је постао главна делатност у Ејлсберију у 19. веку. Патке су узгајане на фармама у околини. Оплођена јаја су продавана у Duck End, како би локални становници узгајали патке у својим домовима. Отварање железнице до Ејлсберија 1839. године је омогућило јефтин и брз транспорт до лондонских тржишта, а узгој патки је постао високо исплатив. До 1860-их делатност је развија у околним градовима и селима, а у самом Ејлсберију је почела опадати.
Године 1873. American Pekin је уведена у Уједињено Краљевство. Иако се сматрало да је његово месо лошијег укуса од ајлесбури патке, он је био тврђи и јефтинији за узгој. Многи узгајивачи су прешли на ову патку или на њихова укрштања. До почетка 20. века конкуренција, болести и све већи трошкови хране су узроковали пропаст индустрије.
Први светски рат је отежао узгој патки у Бакингемширу, уништио је мале произвођаче и оставио само неколико великих фарми. Прекид узрокован Другим светским ратом је додатно оштетио индустрију. До 1950-их година само једно јато ајлесбурих паткака је остало у Бакингемширу, а до 1966. године у самом Ејлсберију није остало ниједно предузеће за узгој. Иако у Уједињеном Краљевству постоји само једно преживело јато чистих ајлесбурих паткака, а раса је критично угрожена у Сједињеним Америчким Државама, ајлесбури патке остају симбол града Ејлсберију и појављује се на грбу Ејлсберија и њиховог фудбалског клуба.

## Порекло и опис
Тачно порекло ајлесбури патке није познато. Пре 18. века су ретко забележене у Енглеској, обична патка која је била припитомљени облик патке глуваре је узгајана. Биле су различите боје, а у дивљини су се повремено појављивале беле патке које су биле посебно цењене јер је њихово перје било популарно као додатак за јоргане.
У 18. веку селективним узгојем белих обичних патака се дошло до American Pekin, познате као English White. Будући да су се најмање патке из 1690-их узгајале у Ејлсберију и узгој American Pekin је постао популаран тамо и у околним селима. До 1813. године је примећено да патке формирају материјални производ на тржишту из Ејлсберија и у суседним местима: беле су, рана раса, узгајају их и одгајају сиромашни људи, а недељни превозници их шаљу у Лондон. Узгајивачи патки из Ејлсберија су се потрудили да осигурају да патке задрже своју белу боју, чувајући их од прљаве воде, земље са високим садржајем гвожђа и јаким сунчевим зрацима, што је све могло да промени боју пера патака. Временом је селективни узгој American Pekin по величини и боји постепено довео до развоја ајлесбури патке.
Прилично велика, ајлесбури патка има чисто бело перје и јарко наранџасте ноге и стопала. Има релативно дугачак и танак врат налик лабуду и дугачак ружичасти кљун који излази право из главе.
Ајлесбури патка инкубира јаја 28 дана. Све до осам недеља након излегања, у време њиховог првог митарења, женке и мужјаци се готово не разликују. Након митарења, мужјаци имају два или три закривљена репна пера и слабији, храпавији надрилекар од женке. До годину дана, женке и мужјаци нарасту до просечне тежине од 2.7—3.2 kg, иако мужјаци могу досећи око 4,5 kg.
За разлику од руанске патке, друге популарне сорте меса у Енглеској у 19. веку, ајлесбури патке полажу јаја од почетка новембра. Патке из Ејлсберија се брзо гоје, до осам недеља након излегања теже до 2,3 kg, што је довољно за јело. Њихово месо је на тржиште од фебруара па надаље, по завршетку сезоне дивљачи, али пре него што су најранији пилићи у продаји. Руанске патке, чија их је боја налик патки учинила мање вредном, полажу јаја од почетка фебруара и потребно им је шест месеци да нарасту довољно за јело. Као последица тога, ајлесбури патке су се продавале првенствено на пролеће и лето, а руанске на јесен и зиму.

## Узгој
Ајлесбури патка је универзални фаворит. Има снежно перје, широке и дубоке груди, као и широка леђа. У деловима Бакингемшира, овај члан породице патака се узгаја у великој мери, не на равницама и заједничким добрима, како се природно може замислити, већ у становима викендица. Округли зидови дневних соба, па чак и спаваће собе, су фиксирани редови дрвених кутија, обложених сеном, а посао жена и деце је да негују подстанаре, да хране младе, а одрасле да изведу на проветравање. Понекад су патке власништво викендице, али се чешће дешава да их повери узгајивач, који плаћа по перу. Како би била савршена, ајлесбури патка треба да буде пунашна, чисто бела, са жутим ногама и кљуном у боји меса.— Изабела Битон, Mrs Beeton's Book of Household Management, 1861.
За разлику од већине сточарских узгоја у Енглеској у то време, узгајивачи патки из Ејлсберија су формирали две одвојене групе. Сточне патке, односно патке које се држе за узгој, су држане на фармама у селу, даље од загађеног ваздуха и воде у граду што је одржавало патке здравима и допринело већем броју плодних јаја.
Сточне патке се бирају по младима излежених у марту, са типичним узгајивачем који у сваком тренутку држи шест мужјака и двадесет женки. Оне би се држале око годину дана пре парења, што је типично за старијег мужјака, када би се генерално заменили како би се смањили проблеми парења у блиском сродству. Сточним паткама било је дозвољено да слободно шетају током дана и пливају у локалним језерима која су, иако у приватном власништву, третирана као заједничко власништво међу узгајивачима патки, који би означили своје патке ознакама на врату или глави. Сточне патке би се храниле зеленилом и инсектима, допуњене чварцима (остацима који остају након топљења животињске масти). Док полажу јаја ноћу, преносиле су се у затворени простор.
Женке из Ејлсберија не би мирно седиле 28 дана колико је потребно да им се јаја излегну, па им узгајивачи нису дозволили да седе на властитим јајима. Уместо тога, оплођена јаја би се сакупила и пребацила у Aylesbury's Duck End.

### Нега
Становници су куповали јаја од узгајивача или би им одгајивачи плаћали да у њихово име узгајају ајлесбури патке, а младе би узгајали у својим домовима између новембра и августа као секундарни извор прихода. Многе послове у вези са узгојем патака обављале би жене из домаћинства, посебно бригу о тек излеглим пачићима.
Јаја би се поделила у тринаест серија и ставила под легло пилића. У последњој недељи периода инкубације, јаја би се свакодневно прскала топлом водом да омекшају како би се млади излегли.
Тек излегли пачићи из Ејлсберија су плашљиви и најбоље успевају у малим групама, па би их поделили у групе од три или четири, од којих је свако у пратњи кокошке. Када одрасту и стекну самопоуздање, држали би се у групама од око 30. Првобитно су се држале у свакој просторији у колиби, али крајем 19. века држани су у спољним шупама са одговарајућом заштитом од хладног времена.
Циљ је био да до осам недеља свако паче добије што више масти (првог митарења, периода у којем ће бити убијени због меса), а да се притом изгладњује како би им се изградили кости и направило масно месо. Прве недеље након излегања пачићи би се хранили куваним јајима, тостом намоченим у води, куваним пиринчем и говеђом јетром. Од друге недеље, ова исхрана се постепено замењује јечменим брашном и куваним пиринчем помешаним са чварцима. Ова високо протеинска исхрана је допуњена копривом, купусом и зеленом салатом како би се обезбедио извор витамина. Питка вода из Ејлсберија је испуњена песком из Хертфордшира, што доприносу ружичастој боји. Око 85% пачића би преживело овај осмонедељни процес узгоја, а затим би били послати на тржиште.

Био је то веома леп призор видети јато младих како се возе сеоским улицама како би једини пут пливали на језеру. Често се јато простирало преко пута с једне на другу страну и сав саобраћај је морао да престане, док су, уз пуно трескања и полагано кретање, пролазили и пут би тада био слободан.

Волтер Роуз описује патке, circa 1925.

Пливање представља опасност за младе тако што може ограничити њихов раст те су се држали подаље од водених површина у току раста. Изузетак је био непосредно пре клања, када су пачиће одвођени на једно пливање у језеро. Иако је у Ејлсберију било неколико великих узгоја патака, које су сваке сезоне узгајале хиљаде пачића, већина би сваке године узгајала између 400 и 1000 младих. Будући да је узгајање патака било секундарно занимање, није било наведено у пописима Ејлсберија, па је немогуће знати колико је људи било ангажовано у било ком тренутку. Kelly's Directory 1864. не наводи ниједног узгајивача патки у Ејлсберију, али 1885. године наводи: 
У првим годинама садашњег (19) века готово сваки домаћин у Duck End је узгајао патке. У дневној соби није био неуобичајен призор сусрести се са младунцима патака различите старости.

Један сиромах кога сам посетио имао је пред вратима малу јаму воде и широко једно двориште: на два угла ове јаме налазе се склоништа за патке, обложене сламом: ноћу се патке примају у кућу. У једној просторији која је припадала овом човеку (једина соба у којој је морао да живи), 14. јануара 1808. биле су патке са три израслине: на једном углу старе око седамнаест или осамнаест недеље, на другом углу легло старо две недеље, а на трећем легло старо недељу дана. У спаваћој соби су биле кутије у којима су се гнездила паткина јаја, која су се откупљала у различитим периодима.

Свештеник Ричард Паркинсон, секретар Пољопривредног друштва Норфолк, извештава о ајлесбури патки Одбор за пољопривреду и унутрашње побољшање, 1813.
Duck End је био један од сиромашнијих округа Ејлсберија. Све до краја 19 века није имала канализацију нити отпаде. Подручје је имало бројне отворене јарке испуњене устајалом водом, а избијања маларије и колере била су честа појава. Куће су имале неадекватну вентилацију и осветљење и нису имале текућу воду. Измет из рибњака са паткама је прожимао локално тло и продирао у викендице кроз пукотине на подовима.

### Клање и продаја
Кад су млади били спремни, углавном би се клање одвијало у властитим просторијама. Клање би се обично одвијало ујутру, како би се уверили да су патке спремне за продају увече. Како би месо било што беље, патке би се обесиле наопако, а врат им се сломио унатраг и држале би се у том положају све док им крв не потече према глави. Тако су их држали десет минута пре него што су их очерупали, јер би им се у супротном крв скупљала на оним деловима тела са којих је перје ишчупано, што су углавном вршиле жене из домаћинства. Очерупани трупови би се слали на тржиште, а перје би се продавало директно лондонским трговцима.
Тржишта меса у самом Ејлсберију је било мало, па су патке углавном слане у Лондон на продају. До 1750-их Ричард Покок је забележио да су четири кола патки слата из Ејлсберија у Лондон сваке суботе, а крајем 18. и почетком 19. века патке су се наставиле слати у Лондон товарним коњем или колицима.
Предузетник и бивши члан парламента из Бакингема, други баронет Хари Вернеј, је отворио 15. јуна 1839. железницу Ејлсберија. Изграђена под управом Роберта Стивенсона, повезивала је железничку станицу Лондон и Бирмингем на главној линији Западне обале са железничком станицом у источном Ејлсберију. Железница Виком вондерерс је изградила и линију до Ејлсберија 1. октобар 1863. Долазак железнице имао је снажан утицај на индустрију патака, па су тоне патки у једној ноћи отпремане из Ејлсберија на тржиште у Лондону до 1850.
Успоставила се рутина у којој су продавци достављали етикете. Патке су се означавале етикетама фирме које су желеле да их продају у Лондону. Железничке компаније су прикупљале, одводиле их на станице, слале у Лондон и достављале одређеним фирмама, у замену за паушалну таксу по птици. Избегавајући потребу да патке продају на пијацу или да лондонски продавци сами сакупљају патке, овај аранжман је био од користи за све заинтересоване, а патке су постале веома исплативе. До 1870. године индустрија патака је зарађивала преко 20.000 фунти годишње у Ејлсберију, а продавац би остварио профит од око 80—200 фунти годишње.

## Догађаји крајем 19. века
Године 1845. одржана је прва Национална изложба живине, у Зоолошком врту у Лондону. Једна од изложених била је ајлесбури патка. Лични интерес Викторије Хановерске за узгој живине и њено укључивање у Светску изложбу 1851. је додатно подигло интересовање јавности за живину. Од 1853. Краљевско пољопривредно друштво и друштво Bath and West of England, два најистакнутија пољопривредна друштва у Енглеској, су укључивали секције живине у своје годишње пољопривредне изложбе што је заузврат довело до развоја мањих локалних изложби живине широм земље.
Одгајивачи су изабрали потенцијалне изложбене патке међу тек излеженим пачићима у марту и априлу, а њима су посветили велику додатну пажњу. Хранили су их помно контролисаном исхраном како би постигли максималну тежину, а сваки дан им је било дозвољено неколико сати да их одрже у што бољем физичком стању. Пре представе, ноге и стопала су им били опрани, подшишани ножем и глатко обрушени песком, а перје брушено ланеним уљем. Док је већина узгајивача давала паткама здрав оброк пре изложбе како би их смирили, неки узгајивачи су патке присилно хранили кобасицом или црвима, како би их угојили. Изложбени стандарди су оцењивали ајлесбури патке првенствено по величини, облику и боји што је подстакло узгој већих патки. До почетка 20. века, ајлесбури патке су раздвојила у два соја, једни узгојени ради изгледа, а други због меса.

### American Pekin
Године 1873. American Pekin је први пут уведена из Кине у Британију. По изгледу је слична ајлесбури патки, само што је бела са наранџастим ногама и кљуном, са ногама близу задњице што јој даје усправнији став док је на копну. Иако се није веровало да има тако деликатан укус као ајлесбури, American Pekin је била тврђа, са плоднијим наслагама, дебља и отприлике исте величине као ајлесбури са девет недеља.
Ајлесбури патке су у међувремену постајале прирођене, плодна јаја су била оскуднија, а патке подложније болестима. Изложбени стандарди су захтевали, а судије се дивиле, дугачком врату и усправном држању American Pekin у поређењу са у ајлесбуријем налик чамцу. Неки од узгајивача у Ејлсберију су почели да укрштају American Pekin са чистим сојем ајлесбури. Иако укрштене патке нису имале деликатан укус чистог ајлесбурија, биле су тврђе и много јефтиније за узгој.
До средине 19. века узгој патки је био концентрисан на Duck End, али се до 1860-их проширио на многе друге градове и села у околини. Загађење земљишта у Ејлсберију настала због годишњег узгоја патака и нови закони о јавном здрављу су окончали многе традиционалне праксе, узроковали су пад индустрије Duck End, па је до 1890-их већина патака из Ејлсберија узгајана у селу. Померање становништва и побољшана национална железничка мрежа су смањили потребу за узгојем патака у близини Лондона, а велике фарме су отворене у Ланкаширу, Норфолку и Линколнширу. Иако је број патака узгајаних широм земље наставио да расте, између 1890—1900. године, број патака узгајаних у Ејлсберију је остао статичан, а од 1900. године почео је да опада.

## Опадање
Књига The Tale of Jemima Puddle-Duck, Беатрикс Потер, о ајлесбури патки настањеној у Камбрији, је изазвала 1908. ново интересовање. Узгајивачи из Бакингемшира нису успели увести технолошка побољшања попут инкубатора, а парење животиња у блиском сродству је значајно ослабило сој. У међувремену су трошкови хране за патке порасли четири пута у односу на 19. век, а од 1873. па надаље конкуренција укрштених патака поткопавала је ајлесбури патке на пијаци.
Први светски рат је опустошио преостале патке Бакингемшира. Цена хране за патке је нагло порасла, док је потражња за луксузном храном опала, а ратно реструктурирање је окончало корисне финансијске аранжмане са железничким компанијама. До краја рата узгој ајлесбури патки је нестао, а доминирало је неколико великих фарма. Недостатак хране за патке у Другом светском рату је изазвао поремећаје у индустрији, па је готово све узгајање ајлесбури патки престало. Кампања Aylesbury Duckling Day из 1950. године за јачање угледа ајлесбури патки је имала мали ефекат. До краја 1950-их су затворене последње значајне фарме, а до 1966. у Ејлсберију није било узгајивача. Фарма породице Валер 2021. и даље ради и представља последње преживело јато чистих месних ајлесбури патки у земљи.
Ајлесбури патке су увезене у Сједињене Америчке Државе 1840. године, иако никада нису постале популарна раса. Међутим, додани су у Standard of Perfection 1876. Од 2013. године раса је уврштена у категорију критично угрожених у Сједињеним Америчким Државама.

## Наслеђе
Ајлесбури патка остаје симбол Ејлсберија. Њихов фудбалски клуб добија надимак The Ducks и на свом клупском грбу имају ајлесбури патку. Такође, грб града садржи ајлесбури патку и плетену сламу која представља две историјске индустрије града. Компанија Aylesbury Brewery, која сада не постоји, представила је патку као свој лого. Двориште Duck Farm је трговачко подручје модерног Ејлсберија које се налази у близини историјског засеока Калифорније, у близини једног од главних узгајалишта за патке, а у граду су постојала два паба са именом The Duck у последњих неколико година, један је од тада срушен, а други је недавно преименован.